# 柯坪镇
柯坪镇，是中华人民共和国新疆维吾尔自治区阿克苏地区柯坪县下辖的一个乡镇级行政单位。

## 行政区划
柯坪镇下辖以下地区：
古鲁巴格社区、亚尔巴格社区和喀拉库提村。